# Angelika Bender
Angelika Bender-Willschrei (Friburgo in Brisgovia, 22 febbraio 1948) è un'attrice, doppiatrice e conduttrice radiofonica tedesca.

## Biografia
Bender ha debuttato come attrice già all’età di otto anni nel film Auf Wiedersehn am Bodensee. Dopo aver seguito lezioni di danza classica, ha frequentato dal 1964 al 1968 la Neue Münchner Schauspielschule, dove ha ricevuto una formazione da attrice, tra gli altri anche da Fritz Umgelter. Successivamente ha recitato in diversi teatri tedeschi. Dal 1960 è apparsa soprattutto in numerose produzioni televisive. Inoltre, ha lavorato come doppiatrice in un gran numero di radiodrammi.
Angelika Bender è stata sposata in seconde nozze con lo sceneggiatore Karl Heinz Willschrei.

## Filmografia

### Televisione
- Squadra speciale K1 (Sonderdezernat K1) - serie TV (1977,1981)
- Graf Yoster gibt sich die Ehre - serie TV (1977)
- Tatort - serie TV (1980-2012)
- Soko 5113 - serie TV (1978,1999, 2004,2008,2014,2017)
- Un caso per due (Ein Fall für zwei) - serie TV (1982,1990)
- La clinica della Foresta Nera (Die Schwarzwaldklinik) - serie TV (1987)
- Peter Strohm - serie TV (1989)
- La casa del guardaboschi (Forsthaus Falkenau) - serie TV (1989)
- La nave dei sogni (Das Traumschiff) - serie TV (1990)
- Markus Merthin, medico delle donne (Frauenarzt Dr. Markus Merthin) - serie TV (1994-1997)
- Stefanie (Für alle Fälle Stefanie) - serie TV (1997)
- Wolff, un poliziotto a Berlino (Wolffs Revier) - serie TV (1999)
- Il medico di campagna (Der Landarzt) - serie TV (2002)
- Die Rosenheim-Cops - serie TV (2 episodi) (2002, 2011)
- Mit Herz und Handschellen - serie TV (2003)
- Inga Lindström - serie TV (2004)
- Tempesta d'amore (Sturm der Liebe) - serie TV (2006, 2016)
- Il commissario Köster (Der Alte) - serie TV (2009)
- Tiere bis unters Dach - serie TV (2010-2011, 2014)
- Tulpen aus Amsterdam - regia di Ilse Hofmann  - film TV (2010)
- Dr. Klein - serie TV (2016)
- Frühling - serie TV (2021)

## Doppiaggio
- Greta Scacchi in Broken Trail - Un viaggio pericoloso, Hindenburg - L'ultimo volo
- Blythe Danner in Verità apparente
- Amy Madigan in La metà oscura
- Mary Ellen Trainor in Arma letale 4,
- Mary Steenburgen in L'arca di Noè, Living with the Dead
- Barbara Hershey in America 1929 - Sterminateli senza pietà, Riding the Bullet
- Bo Derek in 10, Tarzan, l' uomo scimmia
- Julie Walters in Calendar Girls
- Mary Black in The Exorcism of Emily Rose
- Rosemary Forsyth in Fantasmi da Marte
- Catherine Hiegel in Violette
- Frances de la Tour in Hugo Cabret
- Christine Willes in Cappuccetto rosso sangue
- Susan Blommaert in The Blacklist
- Shohreh Aghdashloo in The Expanse
- Harriet Walter in Succession
- Telma Hopkins in Amiche per la morte - Dead to Me
- Annette Badland in Ted Lasso
- Diana Rigg in Narciso nero

### Animazione
- Narratrice in Caillou
- Beniamina in Asterix e i vichinghi, Asterix e il regno degli dei
- Nutrice in Quando c'era Marnie
- Lady Bluebury	 in Sherlock Gnomes
- Curly Dadan in One Piece
- Harriet in Il film Pokémon - In ognuno di noi
- Martha in Anfibia